# Carolina López Piedrahita
Carolina López Piedrahita (Medellín Antioquia, 15 de noviembre de 1987) es una modelo y actriz de televisión colombiana.

## Filmografía

### Televisión
| Año       | Título                      | Personaje                                          | Canal               |
| --------- | --------------------------- | -------------------------------------------------- | ------------------- |
| 2018      | La mamá del 10              | Yamile Yesenia 'Yuya' Urrego                       | Caracol Televisión  |
| 2016-2017 | La ley del corazón          | Patricia Ramírez                                   | Canal RCN           |
| 2016      | Todo es prestao             | Carmencita                                         | Canal RCN           |
| 2016      | Azúcar                      | Alejandrina Valecilla Cucalón                      | Canal RCN           |
| 2015      | Lady, la vendedora de rosas | Liliana Rojas Jaramillo                            | Canal RCN           |
| 2013      | Alias el Mexicano           | Teresa de Loaiza                                   | Canal RCN           |
| 2012-2013 | ¿Dónde carajos está Umaña?  | Daniela Umaña Pizarro / Daniela Cirila Feria Falla | Caracol Televisión  |
| 2011      | Tu voz estéreo              | Luz Dary Ep: vientres del mal                      | Caracol Televisión  |
| 2011      | La Teacher de inglés        | Catalina Ortega                                    | Caracol Televisión  |
| 2010      | Niñas mal                   | Amiga de Greta                                     | MTV (Latinoamérica) |
| 2010      | Amor sincero                | Actuación especial                                 | Canal RCN           |
| 2010      | Rosario Tijeras             | Actuación especial                                 | Canal RCN           |
| 2009-2010 | Amor en custodia            | Cristina                                           | Canal RCN           |

## Cine
| Año  | Título                               | Personaje |
| ---- | ------------------------------------ | --------- |
| 2023 | El actor, el director y la guionista |           |
| 2020 | Vitamin                              | Sara      |
| 2018 | Amalia la secretaria                 | Sasha     |
| 2017 | Los Oriyinales                       |           |
| 2015 | Corazón de León                      |           |

## Vídeos musicales
| Año  | Título           |
| ---- | ---------------- |
| 2020 | Héroe            |
| 2020 | Mundos paralelos |
| 2018 | Quiero volar     |

## Premios y nominaciones

### Premios India Catalina
| Año  | Categoría                                     | Nominado                    | Resultado |
| ---- | --------------------------------------------- | --------------------------- | --------- |
| 2019 | Mejor actriz de reparto de telenovela o serie | La mamá del 10              | Nominada  |
| 2016 | Mejor actriz de reparto de telenovela o serie | Lady, la vendedora de rosas | Nominada  |

### Premios TVyNovelas
| Año  | Categoría                                     | Telenovela o Serie          | Resultado |
| ---- | --------------------------------------------- | --------------------------- | --------- |
| 2018 | Mejor actriz de reparto de telenovela o serie | La mamá del 10              | Nominada  |
| 2016 | Mejor actriz de reparto de serie              | Lady, la vendedora de rosas | Nominada  |

### Premios Talento Caracol
| Año  | Categoría    | Nominado                   | Resultado |
| ---- | ------------ | -------------------------- | --------- |
| 2013 | Mejor Actriz | ¿Dónde carajos está Umaña? | Nominada  |